# Колокса
Колокса — река в России, протекает в Лузском районе Кировской области. Устье реки находится в 121 км по левому берегу реки Луза. Длина реки составляет 10 км.
Река берёт начало у деревни Ваньково в 30 км к востоку от города Луза. Река течёт на северо-восток, нижнее течение не населено, в верхнем течении река протекает несколько мелких деревень — Ваньково, Курлаковская, Улановская, Ушаково. Именованых притоков нет. Впадает в Лузу в 15 км к юго-востоку от посёлка Лальск.

## Данные водного реестра
По данным государственного водного реестра России и геоинформационной системы водохозяйственного районирования территории РФ, подготовленной Федеральным агентством водных ресурсов:
- Бассейновый округ — Двинско-Печорский
- Речной бассейн — Северная Двина
- Речной подбассейн — Малая Северная Двина
- Водохозяйственный участок — Юг
- Код водного объекта — 03020100212103000012983